# Мрачај (Горњи Вакуф-Ускопље)
Мрачај је насељено место у Босни и Херцеговини у општини Горњи Вакуф-Ускопље. Административно припада Федерацији Босне и Херцеговине, односно њеном Средњобосанском кантону. Према попису становништва из 2013. у насељу је било 278 становника, а већинско становништво у насељу били су Хрвати.

## Становништво
По последњем службеном попису становништва из 2013. године у насељу Мрачај живело је 278 становника, а село је било етнички хомогено са већинском хрватском популацијом.
| Националност | 2013. | 1991.        | 1981.       | 1971.        |
| Бошњаци      | —     | 0            | 2 (2,98%)   | 1 (0,46%)    |
| Хрвати       | —     | 275 (98,57%) | 65 (97,01%) | 216 (99,54%) |
| Срби         | —     | 0            | 0           | 0            |
| Југословени  | —     | 4 (1,43%)    | 0           | 0            |
| остали       | —     | 0            | 0           | 0            |
| Укупно       | 278   | 279          | 67          | 217          |